# Charlesite
La charlesite è un minerale appartenente al gruppo dell'ettringite.